# Грузијски сан
Грузијски сан — Демократска Грузија (груз. ქართული ოცნება – დემოკრატიული საქართველო) је политичка странка у Грузији. Основана је 2012. године од стране Бидзина Иванишвилија. Грузијски сан је владајућа партија од 2012. године. Актуелни председник странке је Иракли Кобахидзе, док је политички секретар странке Иракли Кобахидзе, актуелни премијер Грузије.
Главни политички противници странке су Михеил Сакашвили и његов Јединствени национални покрет.

## Резултати на изборима

### Парламентарни избори
| Избори | Вођа                | гласова   | %      | мандата   | Статус |
| ------ | ------------------- | --------- | ------ | --------- | ------ |
| 2012.  | Бидзина Иванишвили  | 1.184.612 | 54,97% | 85 / 150  | Власт  |
| 2016.  | Гиорги Квирикашвили | 857.394   | 48,65% | 115 / 150 | Власт  |
| 2020.  | Гиорги Гахарија     | 928.004   | 48,22% | 90 / 150  | Власт  |
| 2024.  | Иракли Кобахидзе    | 1.117.480 | 54,09% | 89 / 150  | Власт  |

### Председнички избори
| Избори | Кандидат                    | # гласова у првом кругу     | % у првом кругу             | # гласова у другом кругу    | % у другом кругу            |
| ------ | --------------------------- | --------------------------- | --------------------------- | --------------------------- | --------------------------- |
| 2013.  | Гиорги Маргвелашвили        | 1.012.569                   | 62.12%                      |                             |                             |
| 2018.  | Подржали Саломе Зурабишвили | Подржали Саломе Зурабишвили | Подржали Саломе Зурабишвили | Подржали Саломе Зурабишвили | Подржали Саломе Зурабишвили |